# 3. julij
3. julij je 184. dan leta (185. v prestopnih letih) v gregorijanskem koledarju. Ostaja še 181 dni.

## Dogodki
- 324 – Konstantin Veliki v bitki pri Odrinu premaga  Licinija
- 987 – Hugo Capet (tudi Hugo Veliki) postane prvi francoski kralj iz dinastije Kapetingov
- 1608 – Samuel de Champlain ustanovi mesto Québec
- 1844 – na Islandiji pobijejo zadnji par pingvinje vrste velike njorke
- 1849 – francoska vojska premaga Garibaldija, vdre v Rim in znova ustoliči papeža Pija IX.
- 1866 – v bitki pri Königgratzu (danes Hradec Králové, Češka) Prusija premaga Avstrijo
- 1890 – Idaho postane 43. zvezna država ZDA
- 1938 – angleška lokomotiva Mallard z 203 km/h postavi svetovni rekord med parnimi lokomotivami
- 1940 – Britanska vojna mornarica premaga francosko floto pri Mers el-Kébiru
- 1950 –  Maurice Herzog in Louis Lachenal kot prva plezalca osvojita Anapurno I in ob tem postaneta prva človeka na svetu, ki osvojita goro višjo od 8000 m.
- 1955 – v Ljubljani odprta prva mednarodna grafična razstava, ki pomeni začetek bienala
- 1961 – na referendumu velika večina glasuje za neodvisnost Alžirije
- 1964 – ameriški predsednik Lyndon Johnson podpiše odlok, ki prepove rasno razlikovanje na javnih mestih
- 1970 – 112 ljudi umre ob strmoglavljenju britanskega letala pri Barceloni
- 1973 – v Helsinkih se prične ustanovno zasedanje KEVS
- 1988 – ameriška križarka USS Vincennes nad Perzijskim zalivom sestreli iranski Airbus A300 z 290 potniki in člani posadke
- 2001 – ob strmoglavljenju Tupoljeva Tu-154 ob pristajanju v Irkutsku izgubi življenje 145 ljudi
- 2008 – na izletu s kajaki na tako imenovanem Zadnjem spustu po Savi utone v Blanci 13 ljudi

## Rojstva
- 1423 – Ludvik XI., francoski kralj († 1483)
- 1518 – Li Šidžen, kitajski zdravnik, avtor farmakologije Bencao gangmu († 1593)
- 1728 – Robert Adam, škotski arhitekt († 1792)
- 1782 – Pierre Berthier, francoski geolog in rudarski inženir († 1861)
- 1789 – Johann Friedrich Overbeck, nemški slikar († 1869)
- 1854 – Leoš Janáček, češki skladatelj († 1928)
- 1870 – Richard Bedford Bennett, kanadski predsednik vlade († 1947)
- 1874 – sir Apirana Turupa Ngata, novozelandski voditelj Maorov († 1950)
- 1875 – Ernst Ferdinand Sauerbruch, nemški kirurg († 1951)
- 1883 – Franz Kafka, češko-avstrijski pisatelj judovskega rodu († 1924)
- 1888 – Ramón Gómez de la Serna, španski pisatelj († 1963)
- 1893 – Mississippi John Hurt, ameriški pevec bluesa, kitarist († 1966)
- 1909 – Stavros Spiros Niarhos, grški ladjar († 1996)
- 1927 – Henry Kenneth Alfred Russell, angleški filmski režiser († 2011)
- 1930 – Carlos Kleiber, avstrijski dirigent († 2004)
- 1935 – Harrison Schmitt, ameriški geolog, astronavt, politik
- 1937 – sir Tomáš Straussler - Tom Stoppard, češko-britanski dramatik
- 1945 – Franc Flere, slovenski harmonikar († 2017)
- 1946 – Leszek Miller, poljski predsednik vlade
- 1962 – Tom Cruise, ameriški filmski igralec
- 1964 – Joanne Michèle Sylvie Harris, angleško-francoska pisateljica
- 1985 – Jure Šinkovec, slovenski smučarski skakalec
- 1987 – Sebastian Vettel, nemški dirkač formule 1
- 1990 – Fabio Aru, italijanski kolesar

## Smrti
- 1035 – Robert II., normandijski vojvoda (* 1000)
- 1312 – Marino Zorzi, beneški dož (* 1231)
- 1431 – Antonio Panciera, oglejski patriarh (* 1350)
- 1503 – Pierre d'Aubusson, francoski veliki mojster (* 1423)
- 1751 – Giulio Quaglio, italijanski slikar (* 1668)
- 1874 – Oroslav Caf, slovenski jezikoslovec (* 1814)
- 1904 – Theodor Herzl, avstrijsko-judovski novinar in politični aktivist (* 1860)
- 1914 – Joseph Chamberlain, angleški politik (* 1836)
- 1916 – Hetty Green, ameriška finančnica (* 1834)
- 1918 – Mehmed V., turški sultan (* 1844)
- 1920 – William Crawford Gorgas, ameriški zdravnik (* 1854)
- 1935 – André-Gustave Citroën, francoski industrialec judovskega rodu (* 1878)
- 1945 – Saša Aleksander Šantel, slovenski slikar, grafik (* 1883)
- 1967 – Ilka Vašte, slovenska pisateljica (* 1891)
- 1971 – Jim Morrison, ameriški rockovski pevec, pesnik (* 1943)
- 1979 – Louis Durey, francoski skladatelj (* 1888)
- 1986 – Rudy Vallee, ameriški pevec (* 1901)
- 1993 – Walter Markov, nemški zgodovinar slovenskega rodu (* 1909)
- 1995 – Pancho González, ameriški tenisač (* 1928)
- 1998 – Danielle Bunten Berry, ameriški programer (* 1949)
- 2001 – Mordecai Richler, kanadski pisatelj (* 1931)
- 2004 – Andrijan Grigorjevič Nikolajev, ruski kozmonavt čuvaškega rodu (* 1929)
- 2008 – Kristijan Janc, slovenski politik, poslanec (* 1960)

## Prazniki in obredi
- Slovenija – Dan rudarjev - rudarji praznujejo svoj praznik, to je največji praznik v Šaleški dolini in v Velenju, ko praznuje celo mesto z uniformirano rudarsko parado in rudarsko godbo ter s prireditvijo skok čez kožo, v premogovniku je dela prost dan
- 3. julij je dan brez plastične vrečke